# كفتة إنغول
كفتة إنِغول هي كفتة أي كرات لحم مشوية تُعرف بها إنِغول في بورصة في تُركِيَّة.

## التاريخ
اخترع هذا الطبق مصطفى أفندي الذي ولد عام 1842 في بازارجيك في بلغارية العثمانية ، وهاجر إلى إنغول عام 1892. في عام 1893 بدأ بيع كرات اللحم في متجره في البازار على طريق أنقرة - بورصة. وقد أثبتت شعبيتها ولا يزال المتجر الذي تديره العائلة يعمل حتى يومنا هذا.

## التحضير
تُعجن كرات اللحم وتُطهى على شواية. انتشرت شهرة كفتة إنغول في جميع أنحاء تُركِيَّة. بدأ إنتاجها في الثلاثينيات وانتشر بسرعة في جميع أنحاء البلاد. أهم ميزة فيها هي خلومها من التوابل. يُراوح وزن كل كرة من 12 إلى 15 جرامًا وقد تصنع مسطحة أيضًا. تُحضر كفتة إنغول من لحم العجل ولحم الضأن والملح وبيكربونات الصوديوم وخليط البصل بنسب محددة. توضع كرات اللحم المحضرة في الثلاجة لمدة تراوح من ساعتين إلى ثلاث ثم تصبح جاهزة للطهي.